# سن پرلیتا (تگزاس)
سن پرلیتا، تگزاس(به انگلیسی: San Perlita, Texas) شهری در ایالت تگزاس از ایالات جنوبی ایالات متحده آمریکا است. در سرشماری سال ۲۰۰۰، جمعیت این شهر ۶۸۰ نفر اعلام شد.